# 쓰번
쓰 번(일본어: 津藩 츠한[*])은 이세 아노군 아노 진(지금의 미에현 쓰시)에 위치한 에도 시대의 번이다. 아노쓰 번(安濃津藩)으로도 불렸다. 번청은 아노쓰성(安濃津城).

## 역대 번주

### 도미타 가문
도자마 5만석 → 7만석
| 대수 | 번주                     | 초상화 | 재임 기간       | 비고                 |
| ---- | ------------------------ | ------ | --------------- | -------------------- |
| 1    | 도미타 도모노부 富田知信 |        | 1595년 ~ 1599년 | 쓰번조               |
| 2    | 도미타 노부타카 富田信高 |        | 1599년 ~ 1608년 | 번조 도모노부의 장남 |

### 도도 가문
도자마 22만 950석 → 27만 950석 → 32만 3950석 → 27만 3950석 → 27만 950석
| 대수 | 번주                   | 초상화 | 재임 기간       | 비고                                                          |
| ---- | ---------------------- | ------ | --------------- | ------------------------------------------------------------- |
| 1    | 도도 다카토라 藤堂高虎 |        | 1608년 ~ 1630년 |                                                               |
| 2    | 도도 다카쓰구 藤堂高次 |        | 1630년 ~ 1669년 | 초대 번주 다카토라의 장남                                     |
| 3    | 도도 다카히사 藤堂高久 |        | 1669년 ~ 1703년 | 2대 번주 다카쓰구의 장남                                      |
| 4    | 도도 다카치카 藤堂高睦 |        | 1703년 ~ 1708년 | 2대 번주 다카쓰구의 아들                                      |
| 5    | 도도 다카토시 藤堂高敏 |        | 1708년 ~ 1728년 | 2대 번주 다카쓰구의 손자 (히사이번 초대 번주 다카미치의 삼남) |
| 6    | 도도 다카하루 藤堂高治 |        | 1728년 ~ 1735년 |                                                               |
| 7    | 도도 다카호라 藤堂高朗 |        | 1735년 ~ 1769년 |                                                               |
| 8    | 도도 다카나가 藤堂高悠 |        | 1769년 ~ 1770년 |                                                               |
| 9    | 도도 다카사토 藤堂高嶷 |        | 1770년 ~ 1806년 | 일명 다카사도                                                 |
| 10   | 도도 다카사와 藤堂高兌 |        | 1806년 ~ 1824년 |                                                               |
| 11   | 도도 다카유키 藤堂高猷 |        | 1825년 ~ 1871년 |                                                               |
| 12   | 도도 다카키요 藤堂高潔 |        | 1871년          |                                                               |

## 지번

### 히사이번

#### 역대 번주
도도 가
도자마 5만석 → 53,000석 → 58,700석
1. 다카미치(高通)
2. 다카카타(高堅)
3. 다카노부(高陳)
4. 다카하루(高治)
5. 다카토요(高豊)
6. 다카마사(高雅)
7. 다카아쓰(高敦)
8. 다카에다(高朶)
9. 다카오키(高興)
10. 다카히라(高衡)
11. 다카나오(高矗)
12. 다카사와(高兌)
13. 다카토(高邁)
14. 다카야스(高秭)
15. 다카요리(高聴)
16. 다카쿠니(高邦)

## 같이 보기
- 에도 막부의 번(藩) 일람